# 张乐平纪念馆
张乐平纪念馆（英語：Memorial Hall of Zhang Leping）是一个位于浙江海盐县的纪念馆。

## 历史
1995年11月10日建成开馆，2001年12月搬迁至绮园内，2012年2月10日新馆建成开放，占地面积3,405平方米，建筑面积1,926平方米。馆名由巴金题写，主要收藏漫画家张乐平先生的画作、画集及遗物。

## 营业时间
- 周一至周日：上午八点半至十一点，下午两点至五点（夏令时）
- 周一至周日：上午八点半至十一点，下午一点半至四点半（冬令时）